# Psilacrum nigrum
Psilacrum nigrum är en tvåvingeart som beskrevs av Ismay 1986. Psilacrum nigrum ingår i släktet Psilacrum och familjen fritflugor. Inga underarter finns listade i Catalogue of Life.